# 格蘭德里弗鎮區 (北達科他州鮑曼縣)
格蘭德里弗鎮區（英語：Grand River Township）是位於美國北達科他州鮑曼縣的一個鎮區。

## 地方資料
格蘭德里弗鎮區的面積為93.06平方千米，當中陸地面積為93.04平方千米，而水域面積為0.02平方千米。根據2010年美國人口普查的數據，當地共有人口12人，而人口密度為每平方千米0.13人。